# Stratford (Nowy Jork)
Stratford – miasto w Stanach Zjednoczonych, w stanie Nowy Jork, w hrabstwie Fulton.